# Hélio Vitor Ramos
Hélio Vitor Ramos (Recife, 2 de agosto de 1925 — Rio de Janeiro, 26 de agosto de 1995) é um engenheiro e político brasileiro.

## Biografia
Formou-se em Engenharia pela Escola Nacional de Engenharia da Universidade do Brasil no Rio de Janeiro em 1948.
Engenheiro do Departamento Nacional de Obras de Saneamento (DNOS), do Instituto de Previdência e Assistência aos Servidores do Estado (IPASE) e do Departamento de Correios e Telégrafos (DCT). Membro do Clube de Engenharia da Bahia e da Sociedade de Engenharia da Bahia.
Foi Suplente de deputado estadual pelo Partido Republicano (PR), de 1951 a 1955, assumiu por diversos períodos, efetivou-se em 28 de dezembro de 1953; reeleito, PR, de 1955 a 1959; deputado federal, PR, de 1959 a 1963; reeleito deputado federal pelo Partido Social Democrático (PSD), de 1963 a 1967, cassado pelo Ato Institucional nº 1, em 1º de abril de 1964 e anistiado em 1979.
Faleceu no Rio de Janeiro no dia 26 de agosto de 1995 aos 70 anos.